# Sevares
Sevares (en asturiano y oficialmente Sebares) es una  parroquia del concejo asturiano de Piloña ubicada en la zona centroriental de la Comunidad Autónoma del Principado de Asturias. 
Tiene una superficie de 5,97 km² y una población de 762 habitantes. Es una pequeña población rodeada de estrechos valles y algunas montañas con grandes pendientes, pero no de mucha cota. La vegetación de la zona está compuesta de hayas, castaños, robles, avellanos, nogales, eucaliptos, pinos, y manzanos.

## Geografía

### Localidades
- Sevares (Sebares)
- Caldevilla
- La Frecha
- La Piñera
- Priede
- Samalea
- Villar de Huergo (Villar de Güergu)

### Sitios
- Los Ardavinos
- La Barca
- El Barcu
- La Barrosa
- El Campellín
- El Campón
- El Campu
- Canciu
- La Cantera
- La Carretera
- La Casa la Güerta
- La Casa Riba
- Los Cepos
- La Collada
- El Colláu
- El Corriellu
- La Costina
- La Cruz
- Cuei
- El Dosal
- La Estrada
- Faiseques
- Ferrán
- La Iría
- Les Llames
- Los Llanos
- Llanulríu
- La Martiniega
- El Molín de Xanxubil
- El Molín del Pote
- El Mortoriu
- El Morullongu
- Los Moxones
- L'Ollón
- El Pandu
- El Peridiellu
- La Picota
- El Pindal
- El Pontón
- La Portiella
- El Pueblu
- El Pueblu Baxu
- El Pueblu Riba
- La Puente
- La Rebollada
- Los Reborios
- La Riega
- La Riera
- Robligueru
- El Soferán
- Sotiellu
- La Teya
- La Teyera
- Tierresdures
- El Tizón
- La Varaosa
- La Vega
- La Venta
- La Ventiquina

## Patrimonio
En sus proximidades, en el barrio de El Corriellu, está la capilla de Nuestra Señora la Virgen del Corriellu y data del siglo XVII. La imagen de la Virgen, ubicada en su interior, es de piedra y data de finales del siglo XIII. Se trata de la única imagen de una virgen sedente con el niño en Asturias. Durante la guerra civil española los vecinos la escondieron en una cueva cercana conocida como «Cueva de Pozaos», que se halla entre el lugar de Caldevilla y el río Tendi.

## Turismo rural
Sevares es ideal para realizar una gran variedad de actividades relacionadas con el senderismo, como la ruta a Peña Priede; Río Color - Pico Los Foyos - Peña Priede; Sevares - Cangas de Onís; Sevares - Pongayo - La Sierra; Samalea - Sevares, y muchas más de diversas dificultades, generalmente bastante fáciles.

## Fiestas
- El Corpus Christi en junio.
- Fiesta de la Natividad de la Virgen María el 8 de septiembre fecha en la que se celebran las fiestas patronales.